# Vaginitis aeròbica
La vaginitis aeròbica (VA) és una forma de vaginitis descrita per primera vegada per Donders i cols. l'any 2002. Es caracteritza per una alteració més o menys severa de la flora lactobacil·lar, juntament amb inflamació, atròfia, i la presència d'una microflora predominantment aeròbica, composta per comensals o patògens entèrics.
És molt semblant a la vaginosi bacteriana. La manca de reconeixement de la diferència entre els dos trastorns podria haver conduït a conclusions inexactes en diversos estudis en el passat. L'entitat que s'ha descrit com "vaginitis inflamatòria descamativa" probablement correspon a les formes més greus de vaginitis aeròbica.

## Signes i símptomes
Les dones amb vaginitis aeròbica solen tenir una mucosa vaginal aprimada, vermellosa, de vegades amb extenses erosions o ulceracions i abundant secreció groguenca; sense l'olor a peix podrit (per l'amina), típica de la vaginosi bacteriana. El pH sol ser elevat. Els símptomes poden incloure cremor, picor i disparèunia. Els símptomes poden durar llargs períodes, de vegades fins i tot anys. Normalment, els pacients han estat tractats diverses vegades amb fàrmacs antimicòtics i antibiòtics sense alleujament. En els casos asimptomàtics, hi ha proves microscòpiques, però no hi ha símptomes. Es desconeix la prevalença de casos asimptomàtics.

### Complicacions
La vaginitis aeròbica s'ha associat amb diverses complicacions ginecològiques i obstètriques, com ara:
- Trencament de membranes prematur
- Part prematur
- Corioamnionitis ascendent.[6]
- Augment del risc d'adquirir infeccions de transmissió sexual (inclòs el VIH)[7]
- Resultats anormals del frotis de Papanicolau[8]

## Diagnòstic

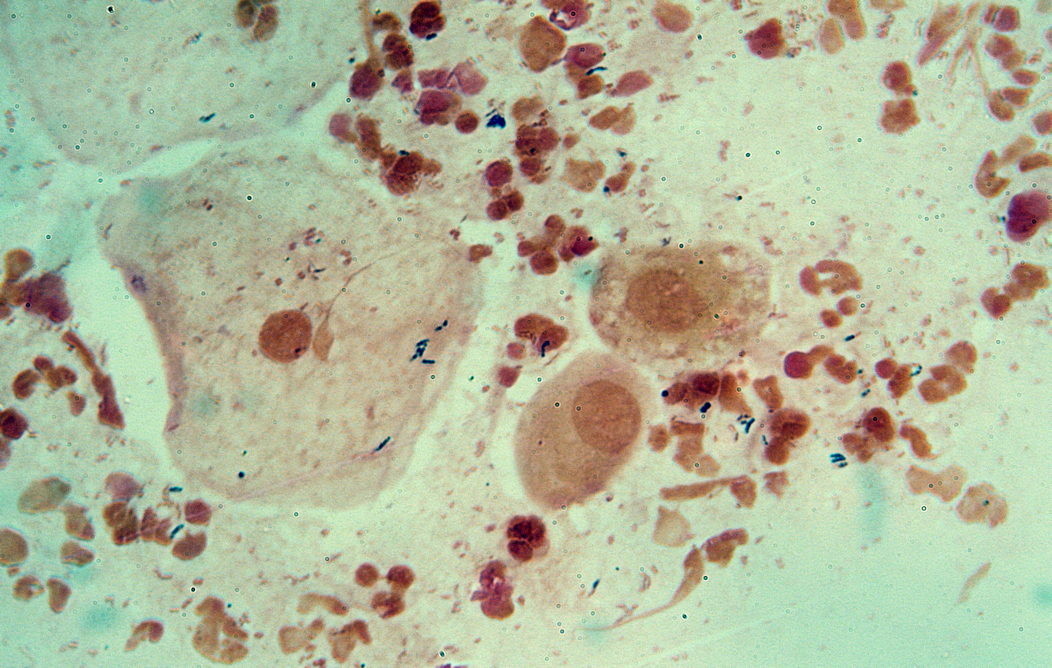
Un cas típic de vaginitis aeròbica; absència de lactobacils, presència de cèl·lules epitelials parabasals i cèl·lules de pus. També hi ha cocs grampositius i bacils gramnegatius. (tinció de Gram)

El diagnòstic es basa en criteris microscòpics. Idealment, el microscopi de contrast de fase s'utilitza amb un augment de 400x o per tinció de Gram. Per a la puntuació, juntament amb el nombre relatiu de leucòcits, el percentatge de leucòcits tòxics, la flora de fons i la proporció d'epiteliòcits, el grau lactobacil·lar:
grau I
nombrosos lactobacils pleiomorfs; cap altre bacteri
grau IIa
flora mixta, però predominantment lactobacils
grau IIb
flora mixta, però la proporció de lactobacils està molt disminuït a causa de l'augment del nombre d'altres bacteris
grau III
molt baix nombre de lactobacils o absents, a causa del creixement excessiu d'altres bacteris
| Puntuació VA | Graus lactobacil·lars | Nombre de leucòcits                | Proporció de leucòcits tòxics | Flora del fons            | Proporció d'epiteliòcits parabasals |
| ------------ | --------------------- | ---------------------------------- | ----------------------------- | ------------------------- | ----------------------------------- |
| 0            | I i IIa               | <10/camp                           | Cap o esporàdica              | Poc remarcable o citòlisi | Cap o <1%                           |
| 1            | IIb                   | >10/camp i; <10/cèl·lula epitelial | <50% dels leucòcits           | Petits bacils coliformes  | ≤10%                                |
| 2            | III                   | >10/cèl·lula epitelial             | >50% de leucòcits             | Fragments o cadenes       | >10%                                |

La "puntuació VA" es calcula segons el que es descriu a la taula.
- Puntuació VA <3: no hi ha signes d'VA
- Puntuació VA 3 o 4: VA lleuger
- Puntuació VA 5 o 6: VA moderada
- Puntuació VA ≥7: VA greu.

La mesura del pH sola no és suficient per al diagnòstic.

## Tractament
El tractament no sempre és fàcil i pretén corregir els tres canvis clau que es troben en la vaginitis aeròbica: la presència d'atròfia, la inflamació i la flora anormal. El tractament pot incloure glucocorticoides tòpics per disminuir la inflamació i estrògens tòpics per reduir l'atròfia. L'ús i l'elecció d'antibiòtics per disminuir la càrrega/proporció de bacteris aeròbics encara és un tema de debat. L'ús d'antibiòtics locals, preferiblement locals no absorbits i d'ampli espectre, que cobreixen els aerobis entèrics gram-positius i gram-negatius, com la kanamicina, pot ser una opció. En alguns casos, els antibiòtics sistèmics poden ser útils, com l'amoxicil·lina amb àcid clavulànic o la moxifloxacina. L'esbandida vaginal amb povidona iodada pot proporcionar un alleujament ràpid dels símptomes, però no proporciona una reducció a llarg termini de les càrregues bacterianes. El clorur de dequalini també pot ser una opció per al tractament.

## Epidemiologia
Entre el 5 i el 10% de les dones pateixen vaginitis aeròbica. Els informes de dones embarassades apunten a una prevalença del 8,3 al 10,8%.
Quan es consideren dones simptomàtiques, la prevalença de VA pot arribar al 23%.